# Sultanato di Sarawak
Il Sultanato di Sarawak fu un regno malese, precursore dell'attuale Divisione Kuching, a Sarawak. Il regno fu fondato nel 1599 ed ebbe un solo sovrano, il Sultano Tengah, Principe di Brunei, noto come Ibrahim Ali Omar Shah di Sarawak.. Il sultano ebbe buoni rapporti con l'impero del Brunei e il sultanato di Johor, e forgiò domini dinastici ai regni malesi vicini nel Borneo occidentale, tra cui i sultanati di Sambas, Sukadana e Tanjungpura-Matan.
Nel 1609 Tengah sposò Nor Sri Paduka figlia di Ratu Sepudak, sovrano di Sambas, e governò insieme a questi in una diarchia nota come "sultanato di Sarawak e Sambas".
Il regno si dissolse dopo l'assassinio del Sultano Tengah nel 1641, e l'amministrazione del territorio fu quindi sostituita da governatori locali malesi scelti dal Brunei, i Cheteria, riunificando l'area in tale impero prima dell'era dei Raja bianchi.